# Bukulti (Riga)
Bukulti est un voisinage de la banlieue de Vidzeme à l'est de Riga en Lettonie.

## Géographie
Le quartier de Bukulti est situé dans la partie orientale de la ville de Riga, sur la rive sud-est du lac Ķīšezers, au bord  du canal de Jugla. 
Bukulti borde les quartiers de Suži, Berģi et Jugla, ainsi que le village Bukulti de la paroisse de Garkalnes, au nord-est du quartier. 
Les limites du quartier de Bukulti sont la frontière de la ville, les rues Brīvības gatve, Miltiņpunga, Jugla, Ķīšezers, Pils kakts, Klipiņdūcka, la réserve naturelle de Jaunciems.
La superficie totale du quartier de Bukulti est de 5,183 km2, ce qui correspond à peu près à la superficie moyenne des quartiers de Riga. 
La longueur du périmètre du quartier est de 11,109 km.

## Transports
- Bus: 29
- Trolleybus:
- Tramway :